# Kule u zraku
Kule u zraku (šve. Luftslottet som sprängdes) je kriminalistički roman švedskog pisca i novinara Stiega Larssona. To je treći i posljednji roman iz trilogije Millennium, izdan 2007. godine, tri godine nakon autorove smrti.

## Radnja
Nakon događaja na farmi, opisanih na kraju druge knjige, Lisbeth Salander je smještena u bolnici Sahlgrenska u Göteborgu. Nakon operacije koja joj je spasila život, nalazi se na odjelu intenzivne njege, pod policijskim nadzorom. Posjećivati je mogu samo osoblje bolnice i njena odvjetnica Annika Giannini, sestra Mikaela Blomkvista. Dvije sobe dalje nalazi se Alexander Zalachenko. Ronald Niedermann je u bijegu prilikom kojeg je ubio jednog policajca i blagajnika Svavelsjö motokluba, od kojega je ukrao 800,000 kruna (oko 700,000 kuna). Zbog ovakvog razvoja događaja, Sekcija, tajna grupa unutar švedske sigurnosne službe (Säpo), koja je odgovorna za Zalachenka, planira ukloniti Salander, Blomkvista i Zalachenka kako bi se zaštitila. Preko doktora Teleboriana daju državnom tužitelju Richardu Ekströmu lažnu liječničku dokumentaciju Lisbeth Salander. Teleborian, psihijatar koji je vodio Lisbethin slučaj kada je kao djevojčica bila zatvorena tri godine u psihijatrijskoj bolnici, tvrdi da Lisbeth treba ponovo zatvoriti. U međuvremenu, Evert Gullberg, utemeljitelj i nekadašnji šef Sekcije ubija Zalachenka u bolnici i pokušava ubiti i Salander, ali ga u tome sprječava Annika Giannini, nakon čega izvršava samoubojstvo. Sekcija također ubija Gunnara Björka, svog bivšeg člana i Blomkvistovog glavnog izvora. Istog dana, provaljuju u Blomkvistov stan i napadaju Anniku Giannini, ukravši joj kopije dokumenata koji su sadržavali informacije o Zalachenku. Osim toga, telefoni u redakciji Millenniuma su pod nadzorom.
Blomkvist, odlučan u namjeri da razotkrije zavjeru, udružuje snage s Draganom Armanskijem. Znajući da su pod nadzorom, odlučuju širiti dezinformacije. Armanskij također kontaktira inspektora Torstena Edklintha, voditelja državne zaštite u Säpo-u, koji započinje tajnu istragu Sekcije. Blomkvist također nagovara Lisbethinog liječnika Andersa Jonassona da joj prokrijumčari ručno računalo kako bi Lisbeth mogla komunicirati s vanjskim svijetom. Osim toga, dr. Jonasson odugovlači s Lisbethinim puštanjem iz bolnice, da bi dobila više vremena. Netom prije početka sudskog postupka, Sekcija shvaća da je cijelo vrijeme dobivala krive informacije od svih nadziranih novinara. Pokušavajući diskreditirati Blomkvista, podmeću mu kokain u stan i istovremeno šalju dvoje plaćenih ubojica – braću Nikolić, da ga likvidiraju. Plan je osujećen od strane Milton Securityja i Edklinthove ekipe. Trećeg dana suđenja na kioscima se pojavljuje novi broj Millenniuma kao i knjiga koja još detaljnije razotkriva i opisuje zavjeru unutar Säpo-a, što dovodi do uhićenja članova Sekcije. Na samom suđenju Giannini ruši Teleborianov iskaz. Uspijeva dokazati cijelu zavjeru u kojoj je Sekcija, u suradnji s Teleborianom, zatvorila Lisbeth kada je imala dvanaest godina, da bi zaštitili Zalachenka. Osim toga, Teleborian je uhićen zbog posjedovanja dječje pornografije na računalu.
Nakon podastiranja svih dokaza, Lisbeth je oslobođena optužbi i ukinuto joj je državno skrbništvo. Napušta Švedsku da bi se odmorila od svega. Odlazi do Miriam Wu, koja je u Parizu, da bi joj se ispričala. Nakon povratka u Švedsku, shvaća da mora početi živjeti kao društveno odgovorna osoba, što između ostaloga znači i rješavanje ostavštine svog oca. Pregledavajući dokumentaciju, Lisbeth otkriva da je Zalachenko uložio mnogo novca u staru, ruševnu tvornicu. Sumnjičava, odlazi do tvornice i pronalazi Niedermanna, koji se cijelo vrijeme tu skriva. Nakon kratke borbe, uspijeva ga savladati, ali odlučuje da ga neće ubiti sama, već otkriva njegovu lokaciju članovima Svavelsjö motokluba. Nakon toga ostavlja anonimnu dojavu policiji te zadovoljno napušta tvornicu. Motoristi ubijaju Niedermanna, a oni pak bivaju uhićeni.

## Likovi
- Lisbeth Salander – hakerica, optužena za trostruko ubojstvo
- Mikael Blomkvist – novinar i suvlasnik časopisa Millennium
- Annika Giannini – Lisbethina odvjetnica, sestra Mikaela Blomkvista
- Anders Jonasson – Lisbethin liječnik u bolnici u Göteborgu
- Jan "Bubble" Bublanski – policijski inspektor
- Sonja Modig – detektivka u Bublanskijevom timu
- Richard Ekström – državni tužitelj
- Alexander "Zala" Zalachenko, poznat i kao Karl Axel Bodin – bivši sovjetski špijun, kriminalac
- Ronald Niedermann – Zalachenkov pomoćnik
- Gunnar Björk – radi u Säpo-u, Blomkvistov glavni izvor
- Evert Gullberg – osnivač i bivši voditelj Sekcije
- Jonas Sandberg – član Sekcije
- Peter Teleborian – psihijatar, Lisbethin liječnik u psihijatrijskoj klinici
- Torsten Edklinth – inspektor, voditelj državne zaštite u Säpo-u
- Monika Figuerola – inspektorica, radi za Edklintha
- Holger Palmgren – Lisbethin odvjetnik i skrbnik
- Erika Berger – glavna urednica i suvlasnica Millenniuma, Blomkvistova dugogodišnja ljubavnica
- Miriam "Mimmi" Wu – studentica, kickbokserica, povremena Lisbethina ljubavnica
- Dragan Armanskij – izvršni direktor Milton Securityja
- Malin Eriksson – tajnica redakcije Millenniuma
- Christer Malm – grafički urednik i suvlasnik Millenniuma
- Henry Cortez – novinar koji povremeno radi za Millennium

## Nagrade
Roman je dobio nagradu “Stakleni ključ” za najbolji nordijski kriminalistički roman 2008. godine.

## Adaptacije
Po romanu je u Švedskoj 2009. snimljen film Kule u zraku (Luftslottet som sprängdes) kojeg je režirao Daniel Alfredson, a glavne uloge tumače Noomi Rapace i Michael Nyqvist.

## Vanjske poveznice
- Službena stranica švedskog izdavača (engl.)